# Стодоли (Куявсько-Поморське воєводство)
Стодоли (пол. Stodoły, нім. Hochkirch) — село в Польщі, у гміні Стшельно Моґіленського повіту Куявсько-Поморського воєводства.
Населення — 178 осіб (2011).
У 1975-1998 роках село належало до Бидгощського воєводства.

## Демографія
Демографічна структура станом на 31 березня 2011 року:
|          | Загалом | Допрацездатний вік | Працездатний вік | Постпрацездатний вік |
| -------- | ------- | ------------------ | ---------------- | -------------------- |
| Чоловіки | 93      | 21                 | 66               | 6                    |
| Жінки    | 85      | 17                 | 45               | 23                   |
| Разом    | 178     | 38                 | 111              | 29                   |